# Pavel Stroïev
Pavel Mikhaïlovitch Stroïev (en russe: Павел Михайлович Строев, en anglais: Stroyev; 27 juillet/7 août 1796 - 5/17 janvier 1876) est un paléographe russe qui mit au jour des sources historiques de première importance pour l'histoire de la Russie, dont le Soudiebnik de 1497, les homélies de saint Cyrille de Tourov, le texte slave de Georges le Moine, et l'izbornik de Sviatoslav de 1073, parmi d'autres.

## Biographie
Il naît à Moscou dans la noblesse terrienne, fils de Mikhaïl Alexandrovitch Stroïev, et de son épouse Varvara Nikolaïevna, née Melgounova. Ses frères Vladimir (1811-1862) et Sergueï (1814-1840) seront littérateurs et historiens. Il s'intéresse à l'histoire depuis sa prime jeunesse. Il publie en 1813 un manuel d'histoire intitulé «Краткая российская история для начинающих» (Histoire russe abrégée pour débutants . Il travaille sous les auspices du comte Nikolaï Roumiantsev (qui a été attiré par ses articles historiques dans Le Fils de la Patrie en 1814-1815), en collaboration avec Constantin Kalaïdovitch, jusqu'à ce que ce dernier perde la raison en 1825.
En 1817 et 1818, Stroïev et Kalaïdovitch pérégrinent de monastère en monastère autour de Moscou à la recherche de manuscrits anciens. Ils publient plusieurs textes de traités internationaux et autres documents historiques des archives de Moscou, en 1819–1821. Sept ans plus tard, Stroïev lance la première de ses expéditions archéographiques qui le font voyager dans pas moins de quatorze provinces en 1829-1834  et conduisent à la publication de plus de trois mille documents historiques.
Il est nommé membre correspondant de l'Académie des sciences de Saint-Pétersbourg en 1826 et membre en 1849. Avant que l'empereur n'achète l'immense collection de manuscrits du comte Fiodor Andreïevitch Tolstoï en 1830, c'est Stroïev qui en prépare la publication.
Il meurt le 5/17 janvier 1876 à Moscou à l'âge de 79 ans. Il est inhumé au cimetière Piatnitskoïe.

## Publications
- «Ключ к истории Государства Российского Н. М. Карамзина» М: Тип. С. Селивановского, 1836.
  - Часть 1. Указатель имён личных.
  - Часть 2. Указатель географический; Указатель предметов; Родословные росписи князей владетельных.
- «Списки иерархов и настоятелей монастырей российския церкви» (с Алфавитным указателем монастырей, сост. М. Семевским). Санкт-Петербург. Археографическая комиссия, 1877 год.
- «Выходы государей царей и великих князей Михаила Феодоровича, Алексия Михаиловича, Феодора Алексиевича, всея Русии самодержцев : (С 1632 по 1682 г.).» — Москва : тип. А. Семёна, 1844.
- «Описание рукописей монастырей Волоколамского, Новый Иерусалим, Саввина-Сторожевского и Пафнутиева-Боровского» / Павел Строев; Сообщ. архим. Леонид; С предисл. и указ. Николая Барсукова.